# Corale Giulio Bonagiunta
La Corale "Giulio Bonagiunta" è un coro a voci miste che prende il nome dal musicista Giulio Bonagiunta di San Ginesio.

## Storia
La Corale Giulio Bonagiunta nacque nel comune di San Ginesio, nel dicembre del 1981. Durante il suo periodo di attività ha collezionato oltre 1 100 tra concerti e pubbliche esibizioni, rassegne, incontri polifonici, festival musicali e scambi internazionali.
Dal 1988 al 29 dicembre del 2011, direttori della Corale sono stati il professore Mario Baldassarri, seguito dal pianista Marco Rozzi, entrambi di San Ginesio. Il 18 maggio 2010, al professore, in occasione delle Celebrazioni del 150º Anniversario dell'Unità d'Italia,  il Prefetto di Macerata Vittorio Piscitelli gli ha conferito l’onorificenza di Cavaliere della Repubblica. Dal 2012 la Corale è sotto la direzione del Maestro Fabrizio Marchetti, diplomatosi in clarinetto al Conservatorio di Fermo.

## Repertorio
Il repertorio della Corale è molto vario, in quanto si ispira alla produzione polifonica di diverse culture musicali europee, americane e asiatiche con le quali il Coro è venuto in contatto.

## Concerti

### Concerti all'estero
La Corale, dal 1989, si è esibita in diversi paesi: Germania, Grecia, Spagna, Francia, Jugoslavia, Unione Sovietica, Svizzera, Austria, Ungheria, Repubblica Ceca e USA.

### Concerti in Italia

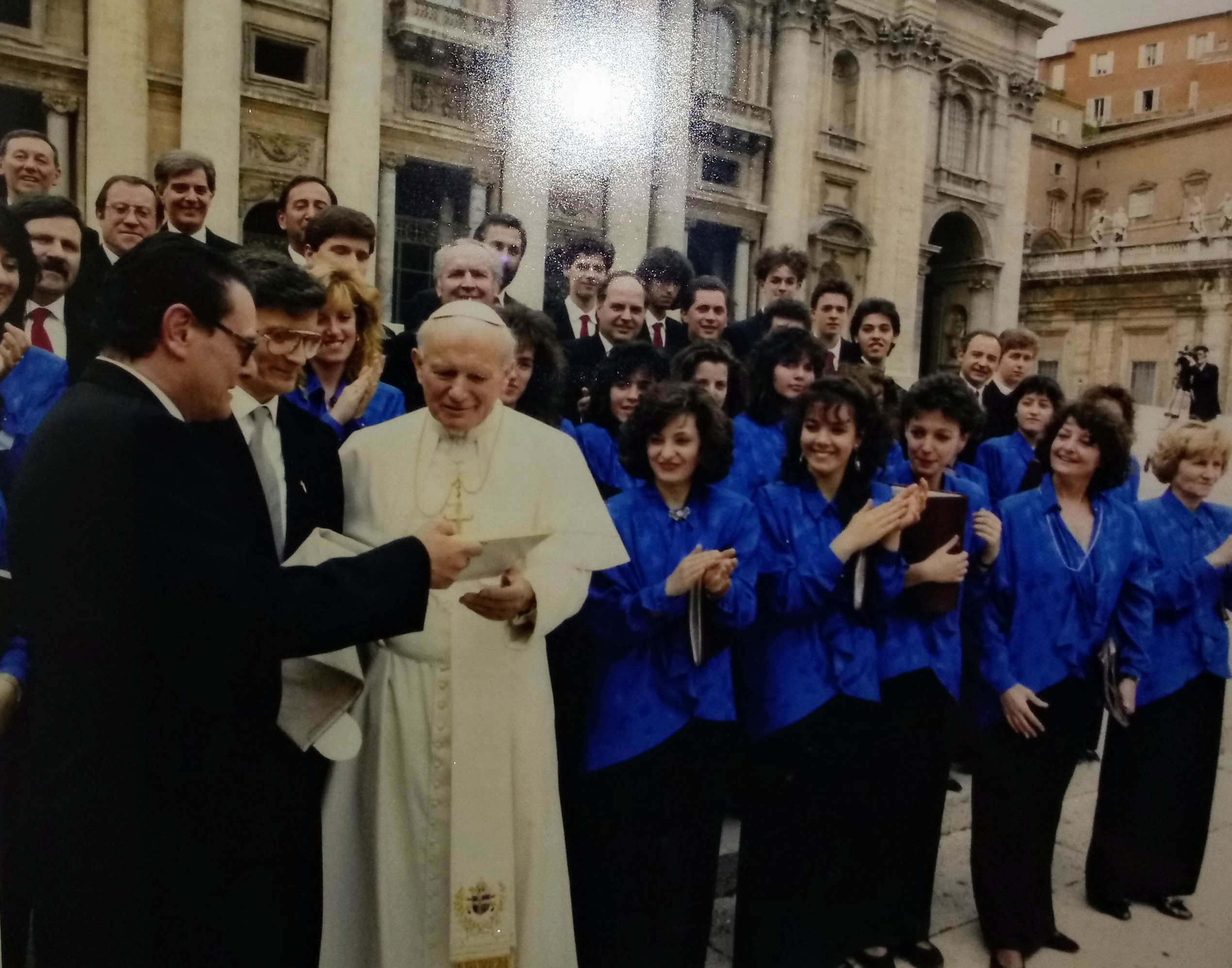
Membri della Corale Giulio Bonagiunta in Piazza San Pietro, invitati a cantare per Giovanni Paolo II

In Italia i traguardi artistici più importanti li consegue dal 1989. Il primo giunse quando la Corale fu invitata a cantare nel Vaticano in onore di Giovanni Paolo II e, di lì, negli studi televisivi di RAI 2.
La Corale, seguendo le orme del musicista da cui prende il nome, Giulio Bonagiunta, si esibì a Venezia, nella Basilica di San Marco e nelle varie chiese della città, a Firenze, nella Cattedrale di Santa Maria del Fiore, nel 1994 e nel 2004 a Loreto, animando la solenne Celebrazione Eucaristica per la Beatificazione di Pedro Tarres I e in occasione del 90º anniversario della Proclamazione della Madonna di Loreto.
La Corale ha collaborato con il Coro Filarmonico di Pesaro, esibendosi nella rappresentazione dei Carmina Burana di Carl Orff, della Messa da Requiem di Giuseppe Verdi, della Messa di Gloria di Giacomo Puccini, del Te Deum di Marc-Antoine Charpentier, della Nona Sinfonia di Ludwig van Beethoven, del Gloria e del Magnificat di Antonio Vivaldi, dello Stabat Mater e della Petite Messe Solennelle di Gioachino Rossini, a San Ginesio, del Requiem di Gabriel Fauré, del Transitus animae dell'Oratorio di Lorenzo Perosi, ad Avellino e San Ginesio, della Misa Criolla e della Navidad Nuestra di Ariel Ramírez, delle Danze Polovesiane tratte dal Principe Igor di Alexander Borodin, a Offida e San Ginesio, della Missa Sancti Bernardi von Offida di Joseph Haydn, del Requiem KV 626 e delle Vesperae solemnes de confessore in do maggiore di Wolfgang Amadeus Mozart e della Misa Tango di Luis Bacalov. Nell’estate del 2003 quest’opera, insieme alla Messa di Gloria di Pietro Mascagni, fu eseguita dai due Cori al Festival Internazionale di Lubiana, al Festival Internazionale di Santander e a Imola, nell’ambito dell’Emilia-Romagna Festival.

### Concerti nel comune di residenza
La Corale è organizzatrice di diversi eventi a San Ginesio, nella “Rassegna triennale internazionale di musica sacra” sul tema “Il Crocefisso nella polifonia”, negli “Incontri musicali di primavera”, ovvero una manifestazione annuale di concerti corali e nella “Rassegna Polifonica Internazionale Giulio Tallè”, che vede annualmente esibirsi cori delle diverse realtà regionali italiane per onorare il primo Presidente del Coro, scomparso nel 1999. Il tutto si svolge nell'Auditorium Sant'Agostino.

## Riconoscimenti
Per il complesso della sua attività artistica svolta in Italia e all’estero, le sono stati conferiti speciali pubblici riconoscimenti dal Dipartimento Regionale dei Beni Culturali, dal Ministero per i beni e le attività culturali e per il turismo consecutivamente negli anni 1987, 1988, 1989, 1990, 1991, e dall’Associazione Regionale dei Cori Marchigiani nel 1993 e nel 2000.